# Breguet Atlantic
A Breguet Br.1150 Atlantic (franciául Atlantique) tengeralattjáró-vadász repülőgép, melyet Franciaországban fejlesztettek ki az 1960-as évek elején. Hagyományos aerodinamikai elrendezésű, egyenes középszárnyas repülőgép, két légcsavaros gázturbinával, fegyverzetét a törzs aljába épített bombatérben hordozza. Az 1980-as évekre továbbfejlesztett változata az Atlantique 2.

## Megrendelő és üzemeltető országok
Franciaország
 Francia Haditengerészeti Légierő
 Németország
 Olaszország
 Hollandia
 Holland Haditengerészeti Légierő
- 9 db a Francia Haditengerészettől vásárolt gépet alkalmazott.

 Pakisztán

### Hasonló repülőgépek
- Hawker-Siddeley Nimrod
- Il–38
- P–3 Orion